# 鴨川 (淀川水系)
鴨川（日语：／ Kamogawa */?）是流經日本京都府京都市的淀川水系的一級河川。

## 地理
根據日本河川法，鴨川的起點為京都市北區雲畑的出合橋附近。
起源於北區雲畑的棧敷岳東部的山谷的神父谷川和和起緣於棧敷岳南部的藥師峠的雲畑岩屋川在雲畑岩屋會流成為雲畑川。雲畑川和起源於雲畑的魚谷山南部的山谷的中津川在出合橋附近匯流，在此之後就成為「鴨川」。由於鴨川的起點標記在中津川下游流域，據此可判定其源流為中津川，但這終究是日本河川法上的處理方式，傳統上也有許多人將其源流看作棧敷岳。
另外，除了此鴨川主流之外，還有起源於京都市右京區的芹生峠的貴船川和起源於京都市左京區的花脊峠的鞍馬川。兩者在貴船口匯流成為鞍馬川，再於山幸橋和鴨川匯流成為更大的河川。在貴船神社的社傳之中，神武天皇的母親玉依姫命在往淀川、鴨川的源流溯溪而上之後，到達之處為貴船的土地，因此在日本神話中也將貴船川看作是鴨川的源流。
鴨川和鞍馬川匯流後，於北區上賀茂進入京都盆地。以東南東的方向流經上賀茂神社（賀茂別雷神社）、下鴨神社（賀茂御祖神社）旁，在賀茂大橋（加茂大橋）前和高野川匯流。之後往正南方流經京都市內，於四条大橋附近轉流向西南方，在伏見區下鳥羽注入桂川。另外，於中京區向西分支出高瀨川，往南並行流去。

### 命名
最早河岸開墾土地是西元五世紀末到六世紀的賀茂氏。之後延河土地分成了上賀茂村、西加茂村跟下鴨村，讀法皆為 kamo，只是漢字標記不同。  奈良時代的七一三年寫成的《山城國風土記》來說，書中標記為賀茂川。到了江戶時代的地圖，則多寫成「加茂川」。而到了江戶末期至明治時代，又習慣稱為「賀茂川」。 明治29年（西元1896年）當時的官員依據新制的河川法，將河川的名稱統一為「鴨川」，但因在地人習慣把上游稱為「賀茂川」，造成一條河有兩種寫法。

### 標記
根據於1964年（昭和39年）公佈、並在隔年實施的日本河川法，在起點之後統一標記為鴨川，但於貫例上，在高野川的匯流點之前的上游會標記為賀茂川或加茂川。雖然在「日本紀略」之中，「鴨川」「賀茂川」的標記被混用在一起，但是於平安時代並沒與根據流域來區分標記。
由於鴨川流過平安京的東部，在古代也被稱為東河。

## 自然
日本大鯢
鴨川上遊的雲畑，棲息著屬於特別天然紀念物的日本大鯢。大雨過後有時會隨河水流入京都市區。另外此處日本大鯢和人為放生的中國大鯢之間的雜交已變成問題。。
紅嘴鷗
每年10月下旬至5月上旬左右，為了飛往琵琶湖越冬，會每天通過鴨川。如今已變成冬天的自然景色，但開始能在鴨川見到紅嘴鷗是1974年的事，歷史意外地短。在伊勢物語之中，都鳥（日語發音同紅嘴鷗：ユリカメモ）被記為是「在京城見不到的鳥（京には見えぬ鳥）」。
香魚
天然的香魚可以追溯到二戰以前，但由於1935年發生過兩次水災，為了實行對策而在河底多處深掘並設置河堰，香魚的洄游因而受到妨害。因此現在賀茂川漁協將琵琶湖産的香魚放生於此。在2011年5月京都市和賀茂川漁協以讓天然香魚復活為目標而發起了「京都河川恩惠復生會（京の川の恵みを活かす会）」。該會針對在2010年京都市的調查之中被確認為妨害香魚洄游的龍門堰，於鴨川和西高瀬川匯流的堰的左岸部份，設置了使用杉木角材的臨時魚道。在這之後從該會在龍門堰的定期觀測之中，確認了有天然香魚的洄游。隔年5月16日在四条大橋下游的某河堰也設置了用竹材做的臨時堰（河堰的下游部水深較淺，此為為了確保香魚飛越河堰時有足夠的助跑空間）。

## 歷史
鴨川上游流域在古代是日本氏族賀茂氏的本營。上賀茂神社、下鴨神社為用作祭祀其氏神。下游流域則是被分配置山背國的秦氏的定居地點。
鴨川之於平安京則是被當作城都東邊的界限。另外，據說鴨川被當作平安京東邊界限的理由為，初代造宮大夫的藤原小黑麻呂進入被當作新京城預定地區的葛野郡視察，並占卜了「地相」，以及以根據作庭記，是為了反映風水的四神相應的思想。但是，在作庭記之中並沒有提及平安京的地勢，而且在打造平安京時的天皇的詔令及被演奏的踏歌中也沒有觸及此一想法，因此並沒有史學上的根據能說明四神相應的思想影響了建都的工程，此被認為是已普及化的後世的推論。
在中世紀時，鴨川和京都的市區鄰接的河岸成了風化區，聚集了許多藝人。出雲阿國也是其中之一。此外，鴨川及三條河原一帶曾經是織豐時代用於公開處刑與首級示眾甚至棄屍亂葬崗的場所。
1614年（慶長19年），角倉了以、素庵父子開鑿了高瀬川，被當作連結京都和大阪之間的水路來利用。1890年（明治23年），由於琵琶湖疏水的開通，鴨川和琵琶湖也連在了一起。但是進入20世紀後，由於鐵路的開通，水運隨之衰退。

### 治水
自古以來鴨川被認知為是不斷氾濫肆虐的河川。除了以流經大都市的河川來講，鴨川的坡度算是陡峭之外，平安京建城時砍伐北山的樹木、隨著市區向東方的擴大河岸跟著市區化等等也是原因。
824年（天長元年）設置了擔任治水的官職「防鴨河使」，但洪水並未因此停止。平安末期掌權的白河法皇，將「賀茂之水」放在不如自己意之事（天下三大不如意）的第一位。豊臣秀吉建造的御土居的東部沿著鴨川，發揮了堤防的功能。另外1670年（寛文10年）時今出川通到五條通為止的區間建設了寛文新堤，和御土居之間的土地被開發為新的市區。

#### 昭和的鴨川水災
1935年（昭和10年）6月29日清晨時發生的鴨川水災造成死者12人、負傷者71人、住宅全毀或半毀482戶、37.2平方公里的面積浸水。除此之外，鴨川之上的的26座橋之中，包括五條大橋等共有15座橋被沖走。由於三條大橋等上游的橋樑被往下沖刷後，撞上當時為混凝土拱橋的四條大橋，而將河川攔截住，滿溢出來的水和先斗町及鴨川平行向下沖刷，使得京阪本線的地盤流失、車站建築及月台、琵琶湖疏水的團栗閘門受到損害，東山區側的宮川町也浸水，且河水在早上破壞了團栗橋、松原大橋、五條大橋，堵住了正面橋，產生了更大的災害。在此洪水中沒有受到災害的橋樑只有北大路、加茂、七條共三座橋樑而已。在修復工程進行中的8月10-11日之間，因為再次的豪雨，發生了鴨川上的臨時橋樑被沖走等災害。以此為契機，計劃了琵琶湖疏水的暗渠化、塩小路橋附近的水力發電廠建設、京阪線的地下化等大規模的河川整修事業，雖然因戰爭而中斷的京阪線地下化、疏水的暗渠化遭到中止，鴨川工程於1947年（昭和22年）完工。殘留至當時的西側水路（禊川）的河道被從原本的高度向下挖掘了近兩公尺，五条大橋-塩小路橋之間的京阪線的綠地部份被撤走，將河川的幅度加寬、建造多個落差達數十公分的河堰以抑制河水的流速，成了現今的姿態。另外京阪線和琵琶湖疏水的地下化，則被當作京都市的交通堵塞舒缓政策在1979年動工，並於1987年5月完成地下化。

### 鴨川替換說
1932年（昭和7年）塚本常雄所提倡的學說主張，從賀茂川的下游部分和高野川的匯流地點到和白川的匯流地點為止是人工河川，賀茂川本來為筆直南下和堀川匯流，高野川則從現在的匯流地點流向西南方向，在六角堂的附近和堀川匯流。其根據為，京都盆地的地形為東北向西南傾斜，賀茂川與其逆行流動相當不自然，流向本來為低地的堀川通才較為自然。在1980年代之前，此「鴨川替換說」蔚為主流，不僅是書籍，連報紙和觀光手冊中都將此當作事實來看待。
但是後來此一說法遭到同志社大學教授横山卓雄的研究否定。地下鐵烏丸線的施工時期在烏丸中學校附近挖掘時，因發現了岩盤，工程變得相當困難，使用物理探測法對此地下岩盤進行調查之後，發現於東南方向存在著地下山脈。由於地下山脈幾乎垂直橫切過塚本的說法中所提倡的賀茂川的流路，因而產生了矛盾，也確認了現在賀茂川的流路為受該地下山脈的影響之後的自然的流路。

## 文化
- 納涼床

從二条大橋到五条大橋之間的鴨川西岸的料理店，在5月到9月間會在河岸上設置木材組裝的高床。
- 京友禪

以前曾舉辦將京友禪放流至鴨川的「友禪流」，但因造成水質惡化等問題於1970年代中止。
- 鴨川等間隔的法則

三条大橋和四条大橋之間，由於靠近中心商業區等原因，從週末的下午到晚上會有許多人在此逗留。但是據說不管人數如何增加，情侶或人群之間的間隔都會成為等間格，此現象有時便被稱為「鴨川等間隔的法則」。

## 法規上的限制
根據京都府鴨川條例（2008年4月1日施行），某些地方禁止停放自行車、施放煙火及爆竹、烤肉、塗鴉（鴨川全域）等行為。

## 鴨川步道橋問題
京都市在1980年代以後，計畫在三條大橋及四條大橋中間架設行人專用的新橋梁。對於這個計畫，預定地點的東側認為此會帶動街道的活力而贊成，相較之下，西側的先斗町則認為該地成為通往橋的道路會破壞街道的風情而多為反對。
1996年，訪問京都的法國總統席哈克（前巴黎市長）和市長桝本頼兼的會談之中，提案在鴨川架設模仿塞納河藝術橋的橋樑。因為兩年後的1998年將成為「在日本的法國年（日本におけるフランス年）」和京都市與巴黎市的友情盟約締結40周年，此構想本為當作其紀念事業，但在這個計畫公開之後，除了有因認為「會成為新的觀光勝地」而贊成的意見，也引發了認為「法式風格的設計」會破壞景觀的批評聲，輿論分為兩派。在1997年舉行的都市計畫案的公告中，雖然整體上贊成計畫的意見書比反對的一方更多，但反對的市民團體認為「未充分檢討意見書的內容只憑數字來比較」，批判計畫的決定過於倉促。另外法國的世界報刊載了批判此計畫的記事等等，連京都市外也被捲入論戰之中，最後在1998年，京都市將藝術橋的計畫作廢。

## 主要支流

### 源流
- 中津川
- 雲畑川
  - 祖父谷川
  - 雲畑岩屋川

### 起點以後匯合的支流
- 鞍馬川
  - 貴船川
- 高野川
  - 高谷川
  - 呂川
  - 岩倉川
- （琵琶湖疏水）
- 白川
- 堀川
- 西高瀬川

### 分流
- 御手洗川

又稱明神川。在北區上賀茂和賀茂川分離，流經上賀茂神社境内之後，再次和賀茂川匯流。在神社境內也被稱為御物忌川、楢之小川。這條河川的水被用在葵祭的祭事之上。另外下鴨神社境內也有相同的河川，但其水源為地下泉水，經過高野川之後注入鴨川。
- 禊川（みそそぎ川）

在加茂大橋下游和鴨川分離，在西岸的河床（鴨川公園的地下河道，於丸太町橋下游返回地面）和鴨川主流並行。在二條大橋的下游和高瀨川分離後，由五條大橋附近再次和鴨川匯流。夏天的納涼床被設置成跨越此河川的形式。
- 高瀬川

## 主要橋梁
岩屋橋 - 出合橋 - 山幸橋 - 高橋 - 莊田橋 - 志久呂橋 - 賀茂川通學橋 - 西賀茂橋 - 御薗橋 - 上賀茂橋 - 北山大橋（北山通） - 北大路橋（北大路通） - 出雲路橋 - 葵橋（下鴨本通） - 出町橋 - 賀茂大橋（今出川通） - 荒神橋 - 丸太町橋（丸太町通） - 二條大橋（二條通） - 御池大橋（御池通） - 三條大橋（三條通） - 四條大橋（四條通） - 団栗橋 - 松原橋（松原通） - 五條大橋 - 正面橋 - 七條大橋（七條通） - 塩小路橋（塩小路通） - （JR東海道本線鐵橋） - （JR東海道新幹線鐵橋） - （JR奈良線鐵橋） - 九條跨線橋（九條通） - 東山橋 - 陶化橋（十條通） - 勧進橋（竹田街道） - 水鶏橋 - （近畿日本鐵道京都線鐵橋） - 竹田橋 - 京都南大橋（油小路通） - 大宮大橋（大宮通） - 鳥羽大橋（國道1號） - 鴨川橋（名神高速道路） - 小枝橋 - 京川橋

## 圖片集

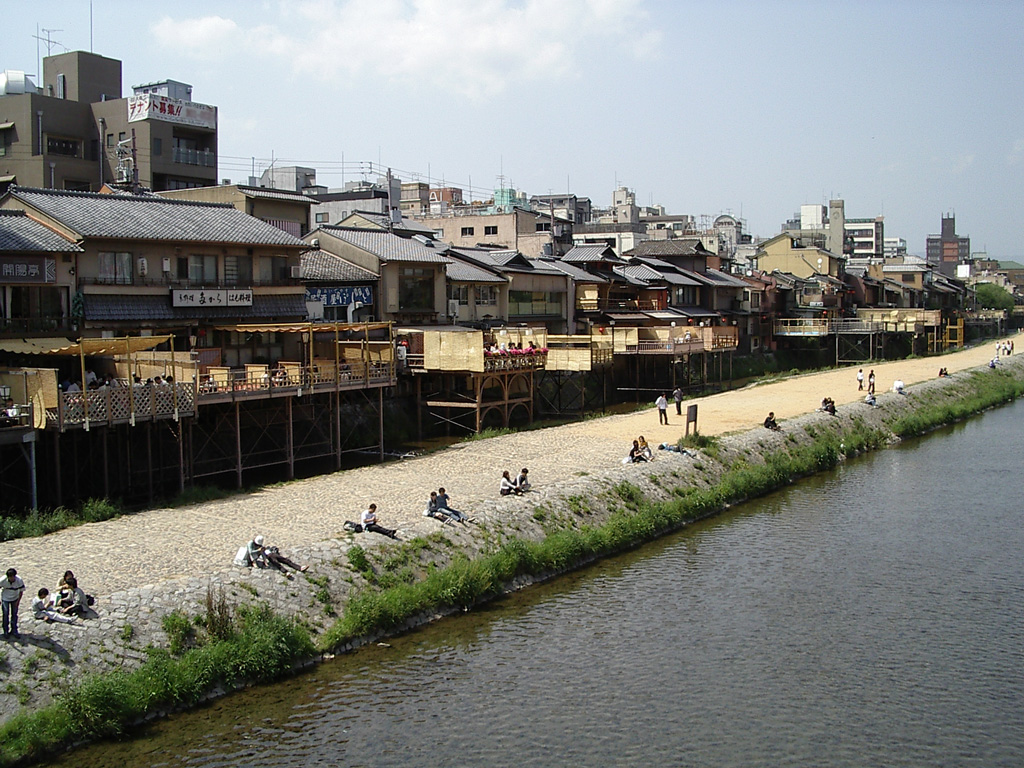
鴨川等間隔的法則。後方為納涼床。
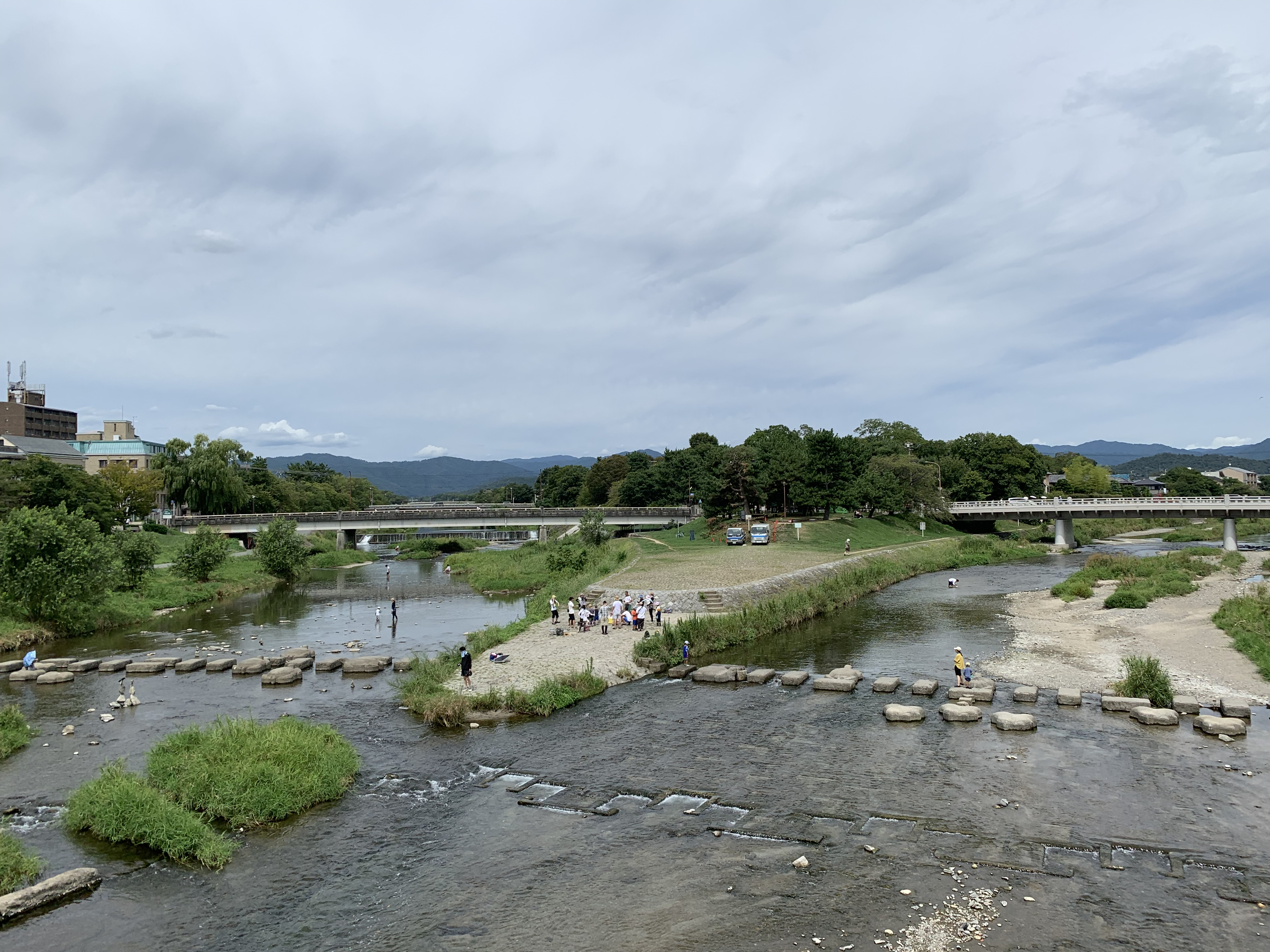
通稱「三角洲」（並非指地理學上所稱的三角洲）。電影「Pacchigi!」最後亂鬥場景的錄影現場。
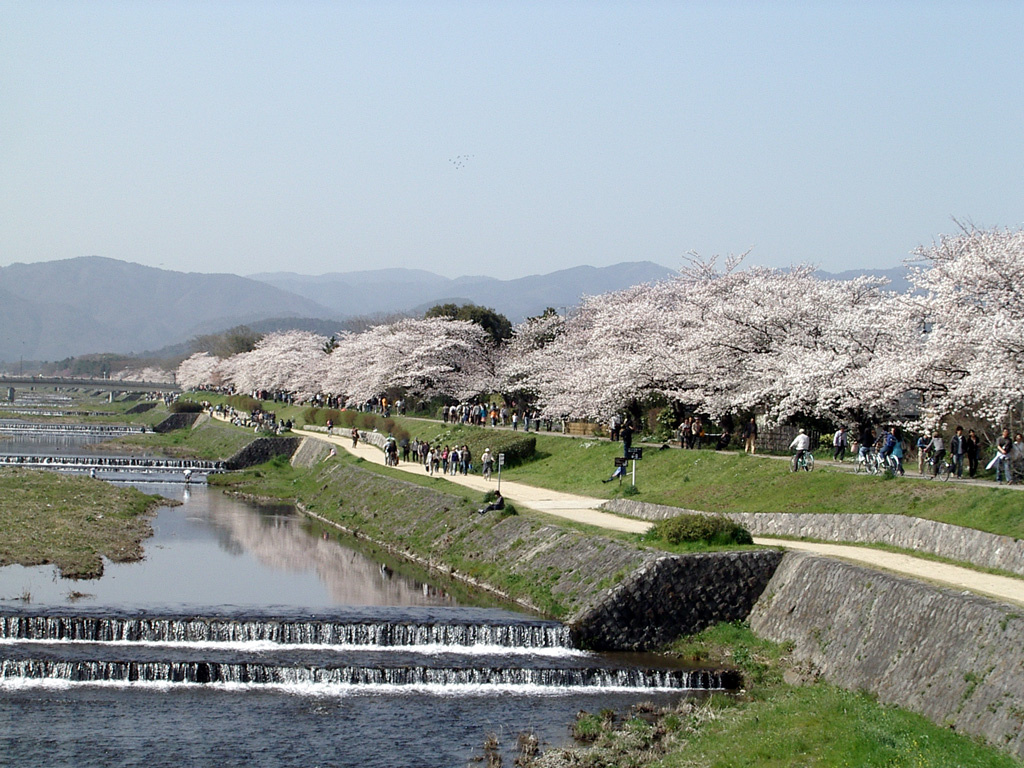
賀茂川（今出川通和北大路通之間）左岸的櫻花。
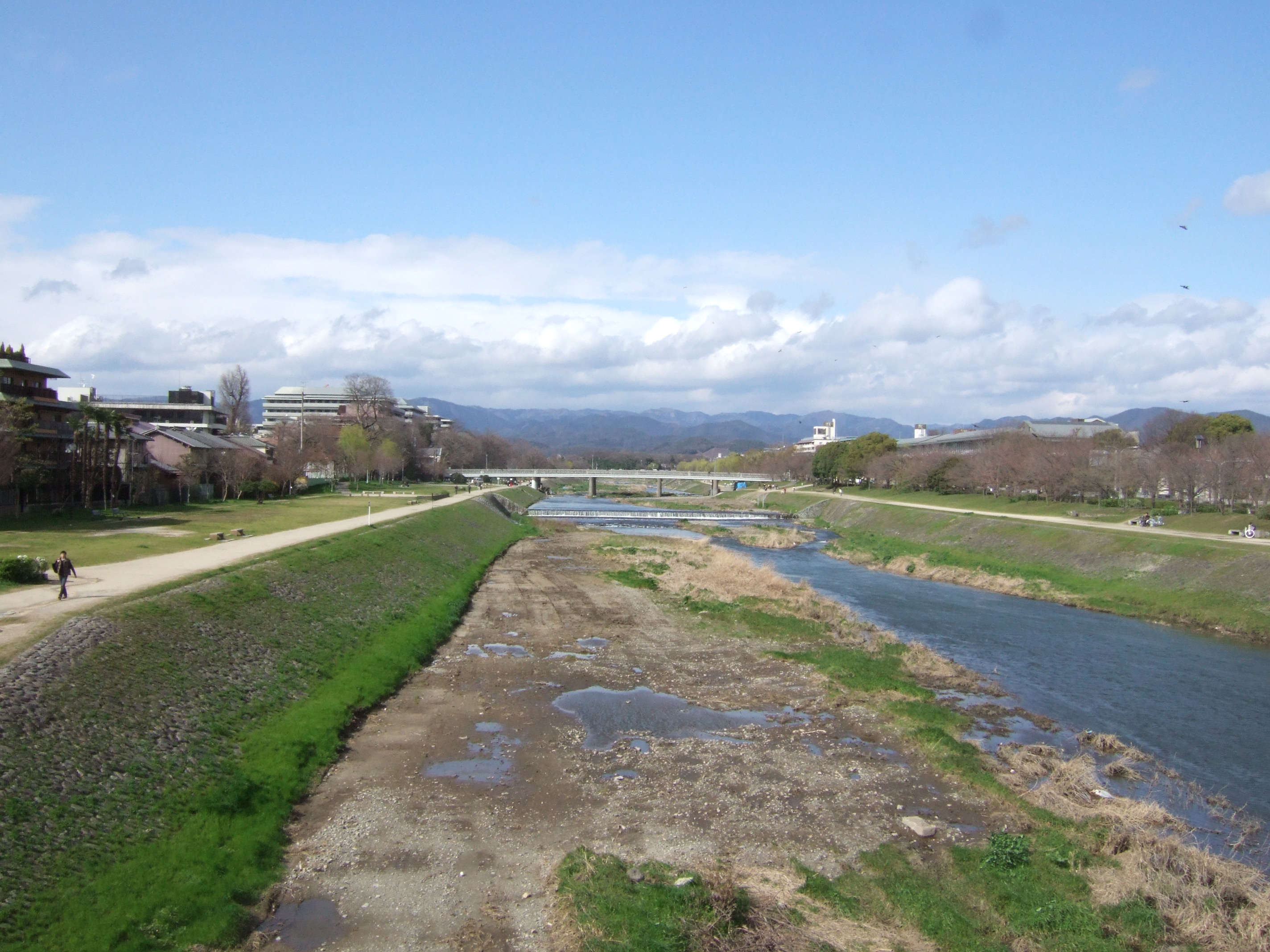
從丸太町橋眺望上游。
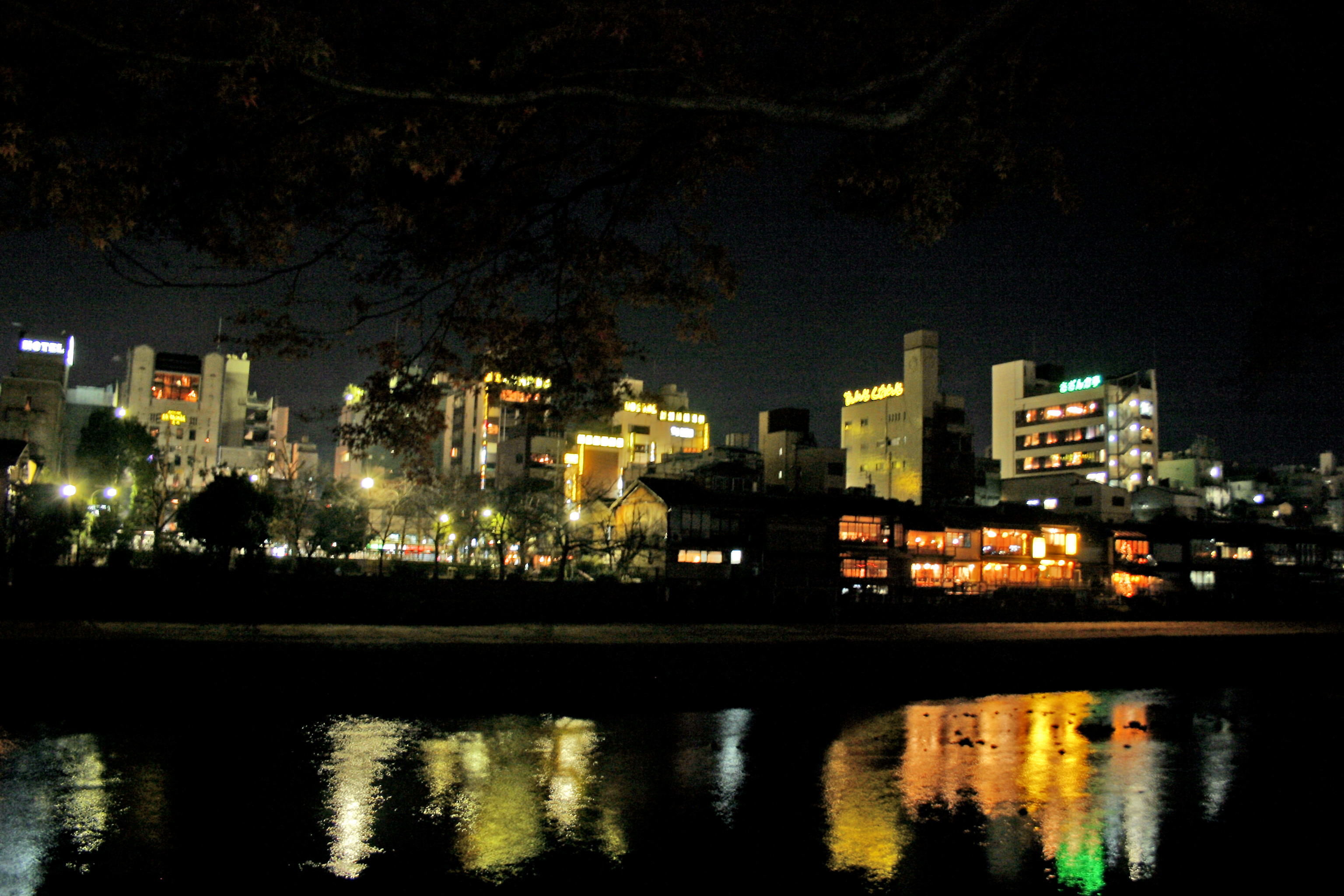
夜裡於河畔看到的京都天際線。
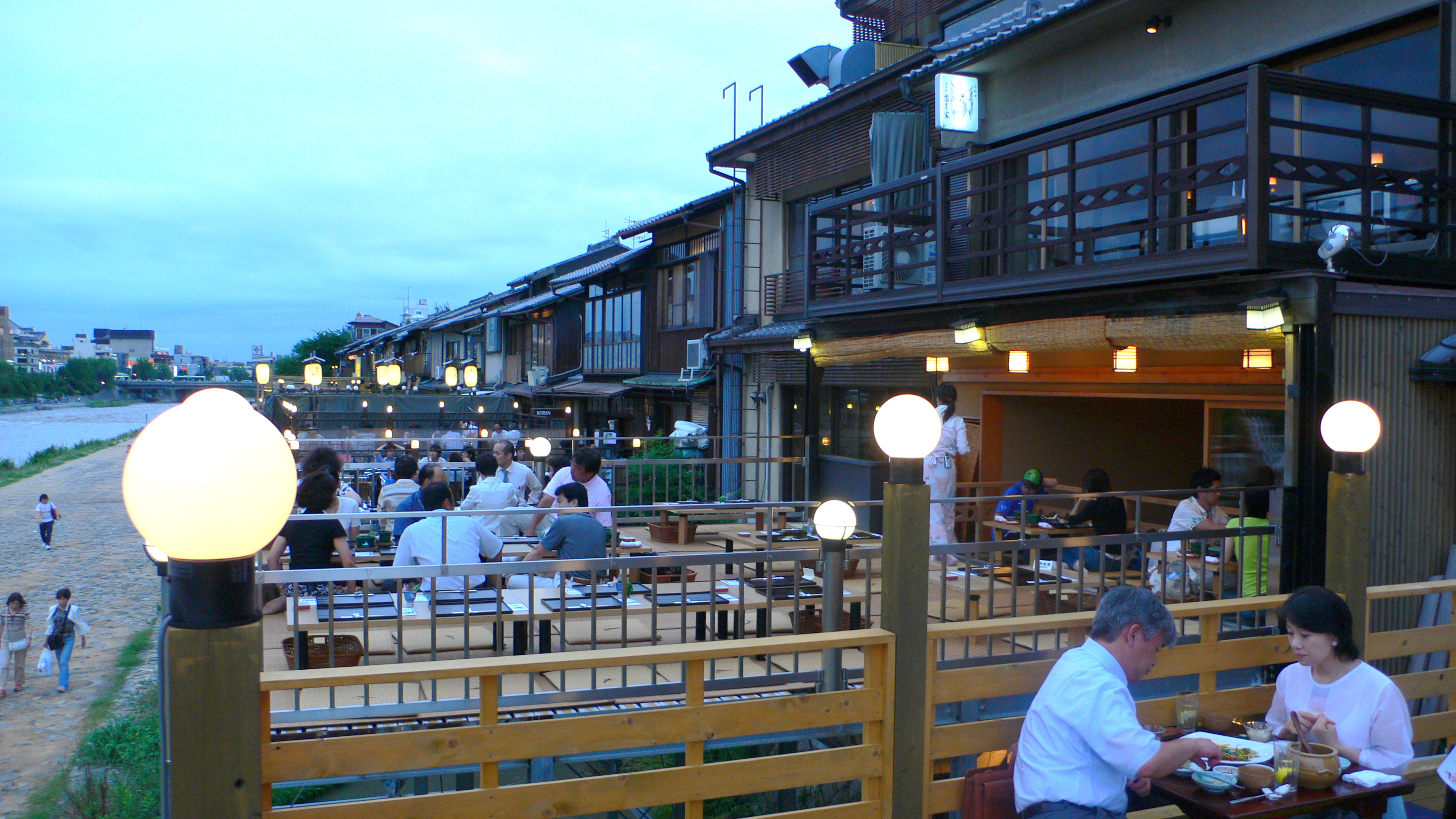
一家日本料理店在河岸上架設的納涼床。

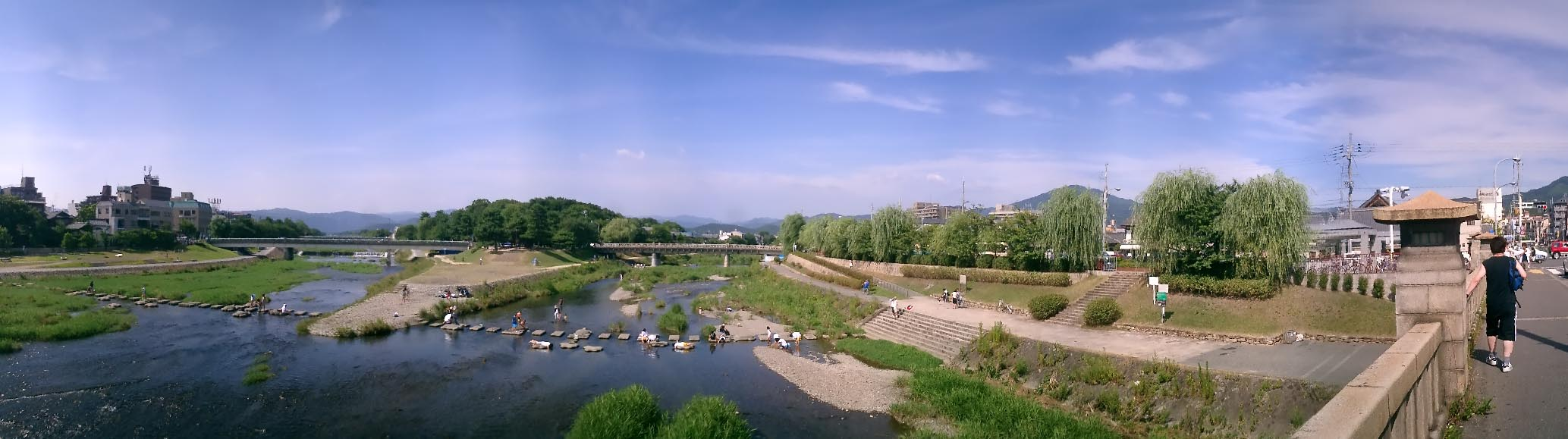
賀茂川（左）和高野川（右）匯流點。後方可看見的為糺之森。

## 關連項目
- 加茂街道 - 並行的道路。
- 川端通 - 並行的道路。
- 京阪本線・京阪鴨東線 - 並行的鐵道線。
- 糺之森 - 賀茂御祖神社（下鴨神社）

## 腳註

### 出處
1. 1 2 3  博學堅持俱樂部. . 台灣新北市新店區: 遠足文化事業股份有限公司. 2015: 第168到169頁. ISBN 9789869189620.
2. ↑  日本大鯢#於賀茂川和中國大鯢的雜交問題
3. ↑  獲得京都市的許可在鴨川上游補獲的日本大鯢，經過DNA鑑定，有90%以上為雜交種或是中國大鯢。出處：京都新聞2012年2月15日朝刊1面的記事
4. ↑  為了讓天然香魚復活在鴨川設置魚道[永久]（日語）
5. ↑  兩萬條香魚溯鴨川而上 （页面存档备份，存于）（日語）
6. ↑  出處：京都新聞2012年5月17日18面京都市民版刊載記事
7. ↑  本內容也被記載在京都檢定的官方課本之內。
8. ↑  參考文獻：『京都市水害史』（1936年3月、京都市發行、京都府立綜合資料館收藏（資料編碼1104878531））、植村善博著『京都の治水と昭和大水害』(2011年4月 文理閣 刊)
9. ↑  横山(1988) pp.9-40
10. ↑  横山(1988)pp.124-131
11. ↑  京都新聞2011年7月16日夕刊9面刊載的「不顧左右談天說愛（左右気にせずに愛語り合う）」中，記者單手拿著捲尺實地測量情侶們的間隔並報導。另外1994年齊藤光和橋爪紳也合著的「kyoto戀愛空間」（學藝出版刊）也寫入了鴨川等間隔的法則

## 外部連結
- 今日の賀茂川 Today's Kamo River in Kyoto （页面存档备份，存于） - 從葵橋眺望賀茂川的定點觀測網站(akira-o)（日語）

34°55′53″N 135°44′14″E / 34.931416°N 135.737236°E